# Kaligowong
Kaligowong is een bestuurslaag in het regentschap Wonosobo van de provincie Midden-Java, Indonesië. Kaligowong telt 4050 inwoners (volkstelling 2010).